# Kawalbodur, Kushtagi
Kawalbodur là một làng thuộc tehsil Kushtagi, huyện Koppal, bang Karnataka, Ấn Độ.